# Mummuciona simoni
Mummuciona simoni es una especie de arácnido  del orden Solifugae de la familia Mummuciidae.

## Distribución geográfica
Se encuentra en Venezuela.